# Sobota (wieś w województwie łódzkim)

Historyczny herb Soboty

Sobota – wieś w województwie łódzkim, w powiecie łowickim, w gminie Bielawy. Od 1393 (lub według niektórych źródeł 1451) do 1870 prawa miejskie. W drugiej połowie XVI wieku jako prywatne miasto szlacheckie położone było w powiecie orłowskim województwa łęczyckiego. W latach 1975–1998 miejscowość położona była w województwie skierniewickim.

## Zabytki
Według rejestru zabytków NID na listę zabytków wpisane są obiekty:
- kościół parafialny pw. świętych Piotra i Pawła, 1518, XIX, nr rej.: 34 z 18.07.1962 oraz 117 z 24.08.1967
- cmentarz rzymskokatolicki, nr rej.: 804 z 20.11.1991
- kościół cmentarny pw. Przemienienia Pańskiego, drewniany, 1 poł. XVII, nr rej.: 871-VI-90 z 1946, 118-V-27 z 18.01.1962 oraz 118 z 24.08.1967
- zespół dworski, XVI, 2 poł. XIX:
  - dwór „zameczek”[6] – w parku w Sobocie znajduje się renesansowy dwór murowany Zawiszów, przebudowany na neogotycki w latach międzywojennych. W 1985 w czasie badań archeologicznych w bryle dworu zidentyfikowano pozostałości sześciobocznej wieży o boku długości 4,5 m, opiętej narożnymi przyporami i zbudowanej z cegły gotyckiej. Jest to jedyny dotychczas zidentyfikowany fragment XV-wiecznego zamku, najprawdopodobniej rezydencji obronnej Doliwitów Sobockich. Rodzina ta była dość znacząca w wiekach XIV–XV, wywodzili się z niej dwaj wysocy urzędnicy: wojewoda łęczycki Jan i kasztelan łęczycki Tomasz. Najprawdopodobniej ten ostatni zajmujący wcześniej stanowisko miecznika, a potem sędziego łęczyckiego, podjął się budowy rodowego zamku.
  - park z aleją dojazdową, nr rej.: 616 z 24.08.1967 oraz 183 z 16.09.1978

inne:
- cmentarz żydowski w Sobocie
- gorzelnia w Sobocie

## Ludzie związani z Sobotą
- Franciszek Wojda  – polski rolnik, polityk, minister rolnictwa i dóbr państwowych w rządzie Jędrzeja Moraczewskiego
- Artur Zawisza – działacz niepodległościowy, uczestnik powstania listopadowego

## Galeria

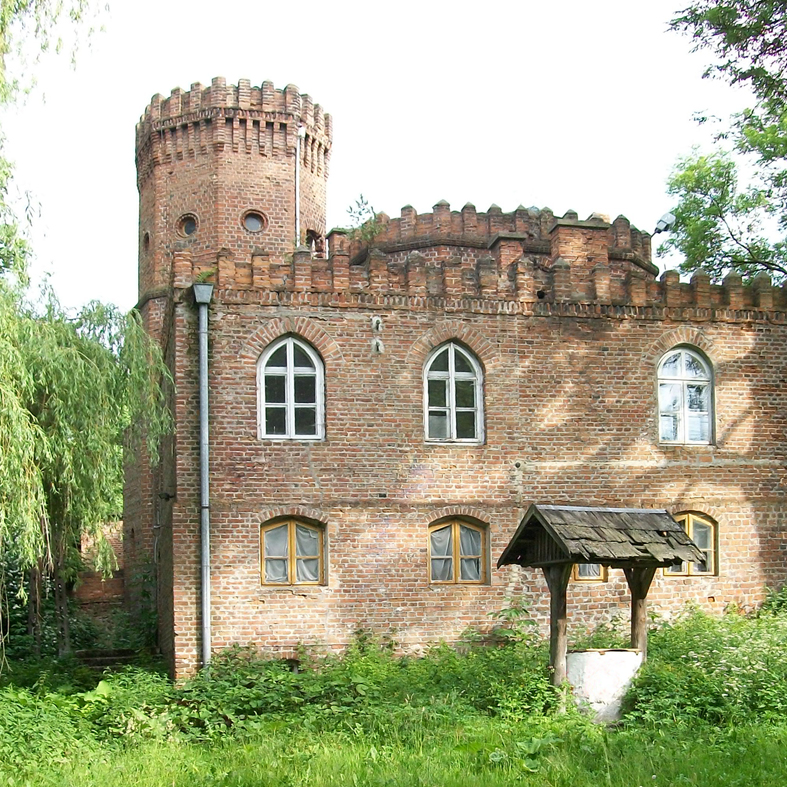
Dwór "Zameczek"
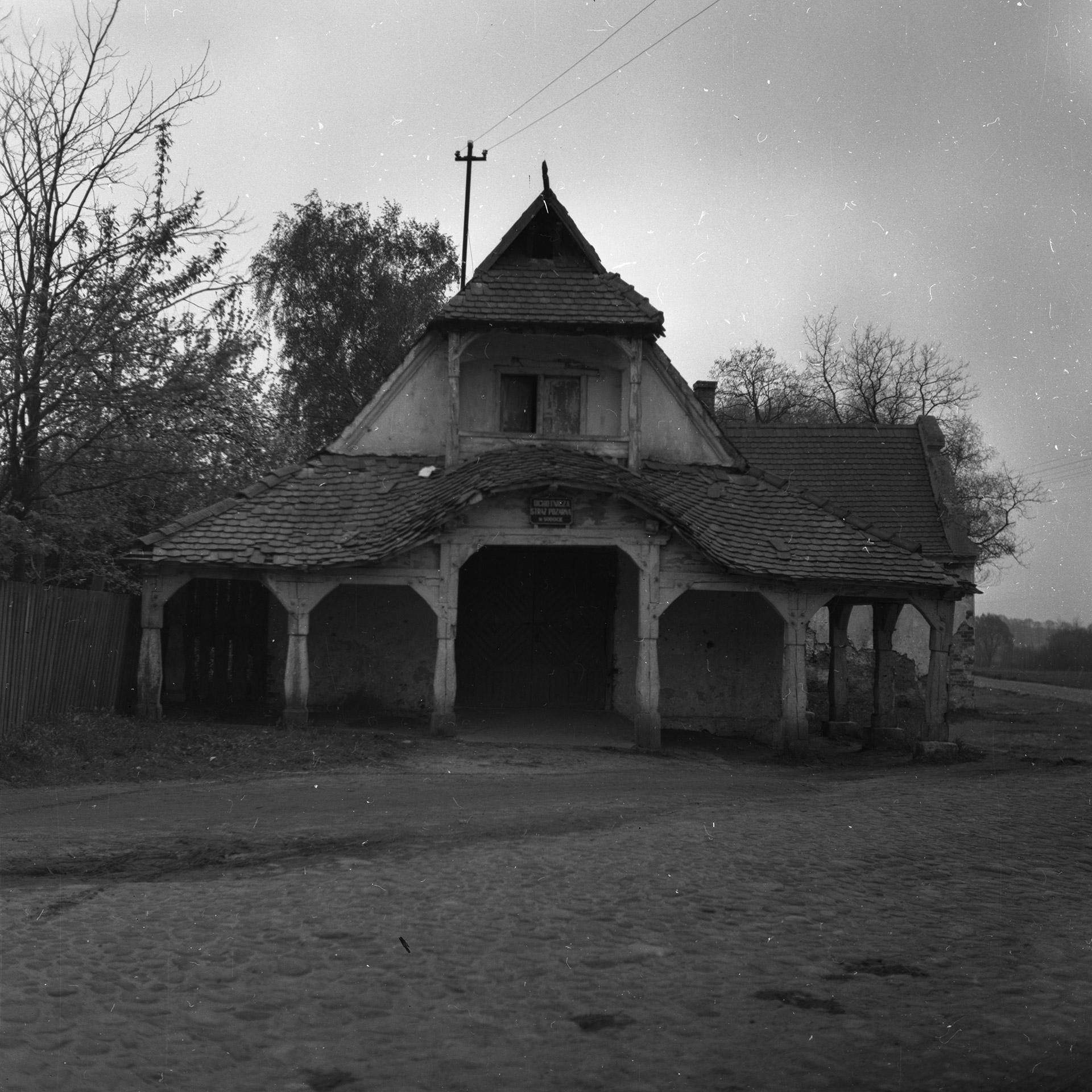
Dawna karczma z podcieniami
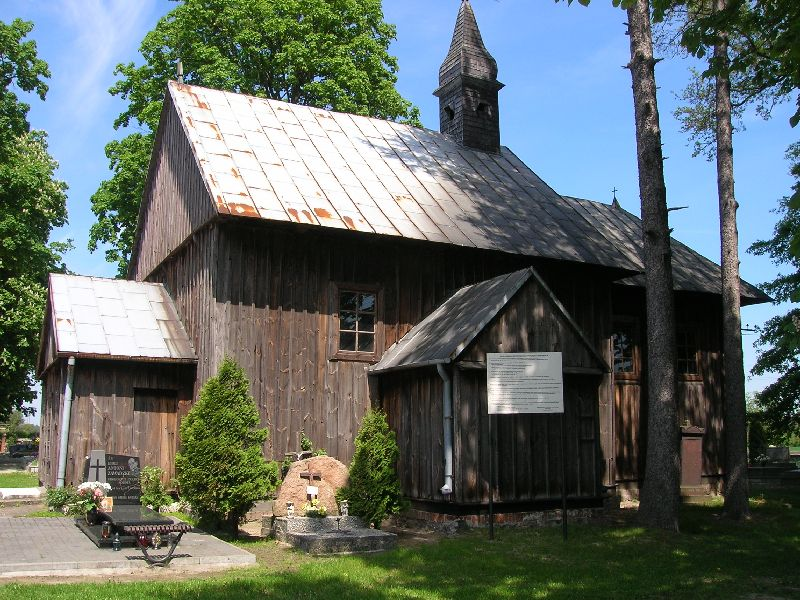
Kościół cmentarny, XVII w.
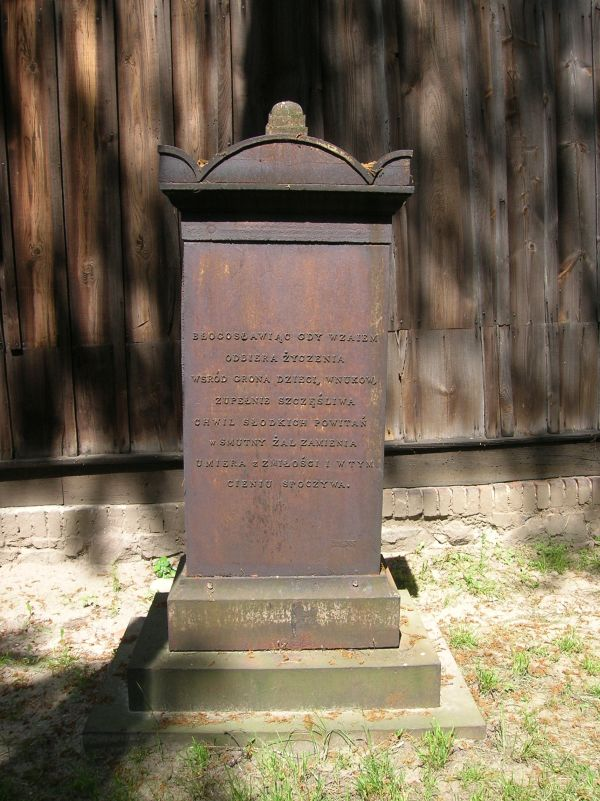
Stalowy nagrobek
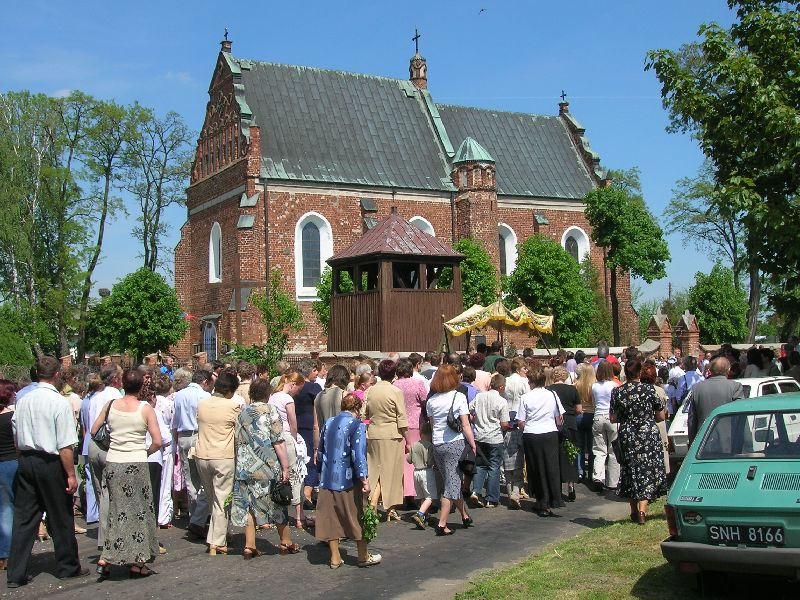
Uroczystość Bożego Ciała
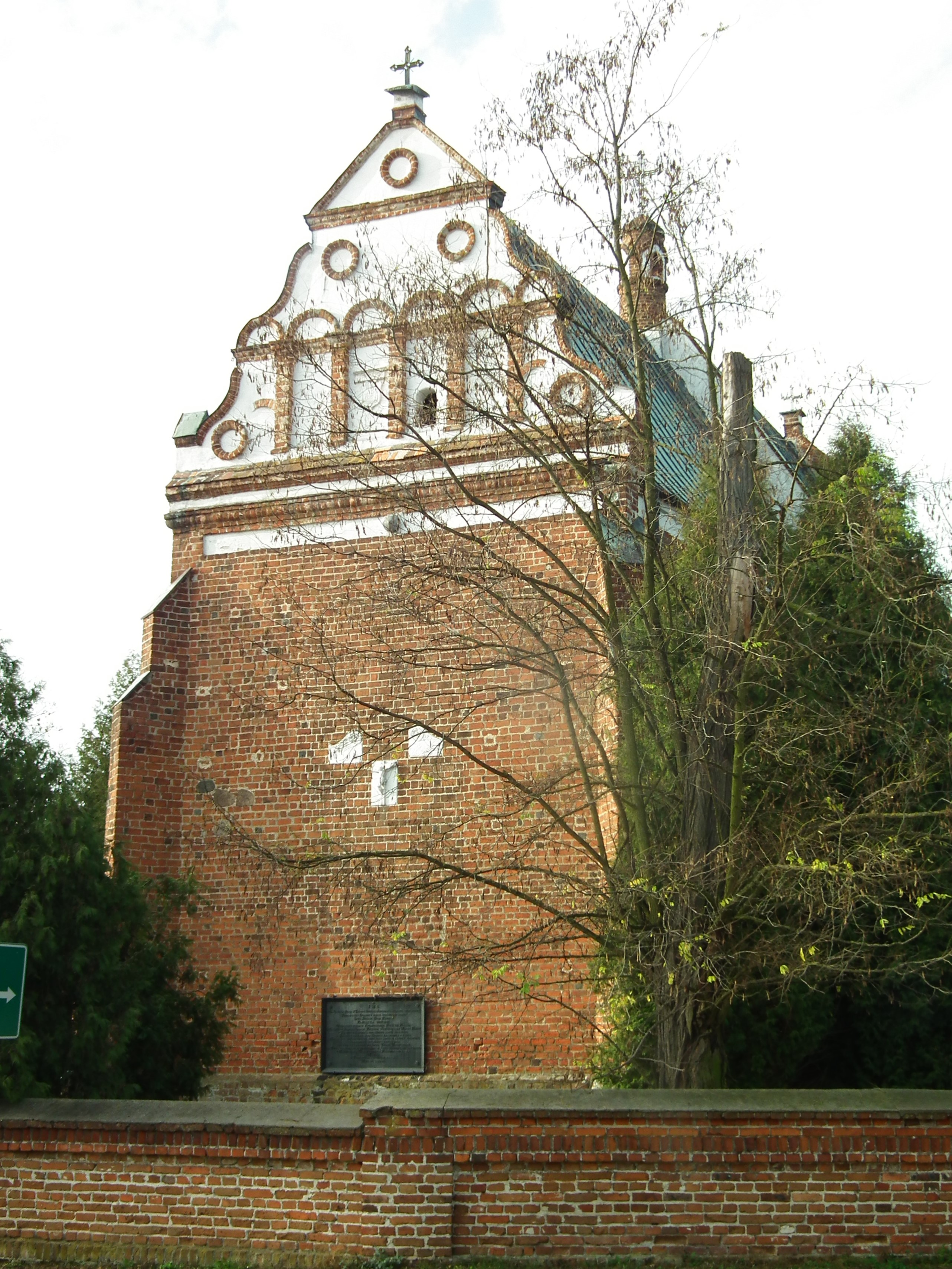
Szczyt w kościele śś. Piotra i Pawła
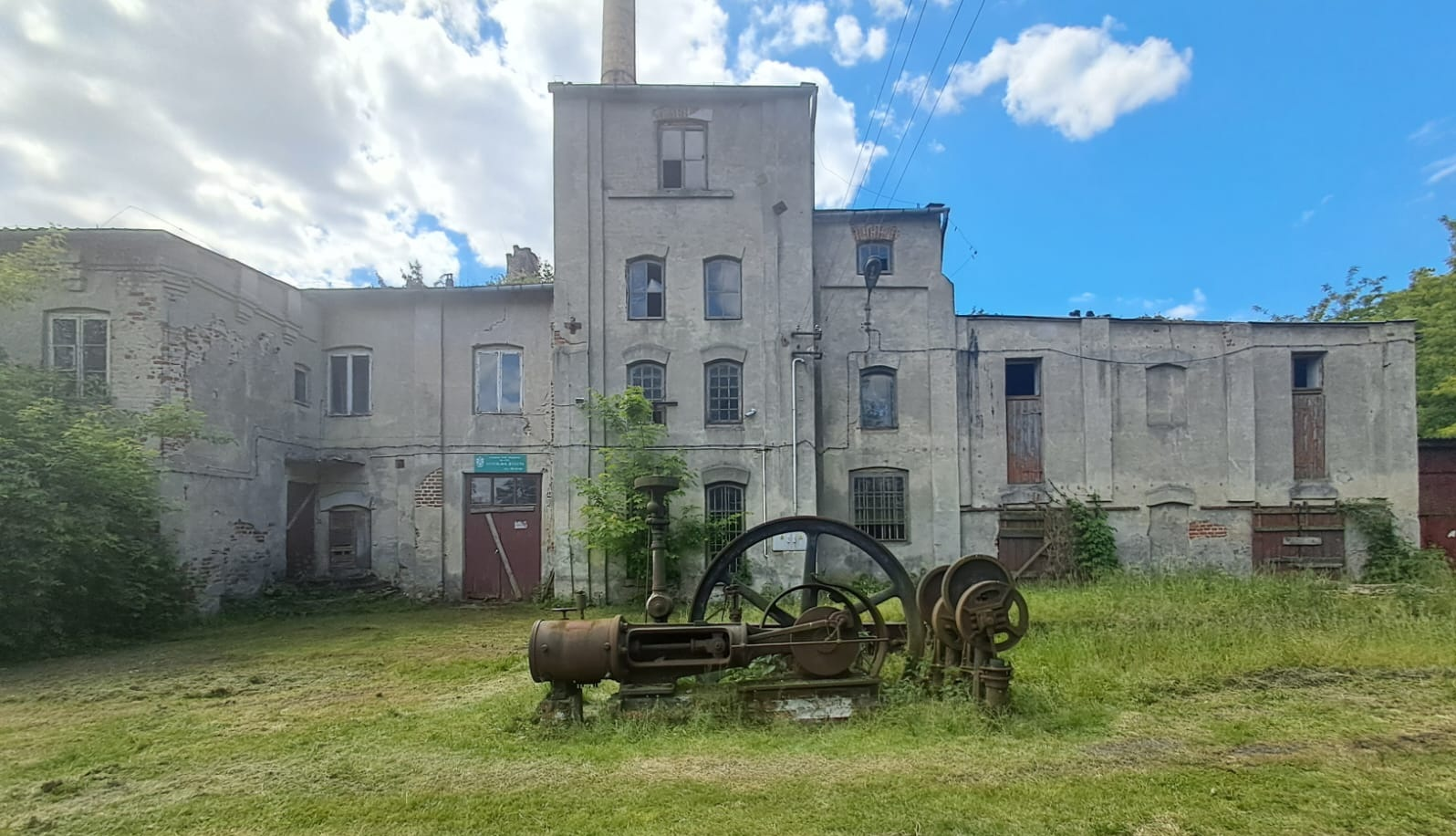
Gorzelnia